# Thomas Müntzer

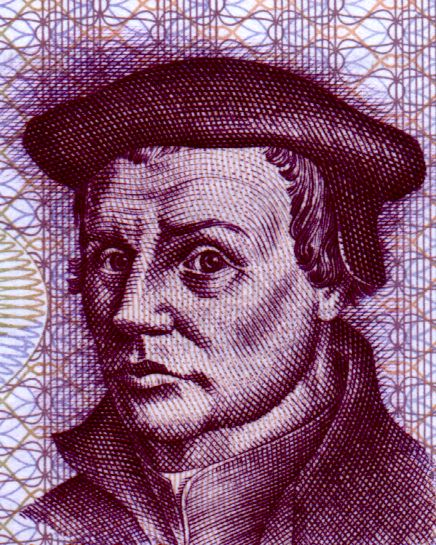
Portret Thomas Müntzer op het Oost-Duitse 5 markbiljet

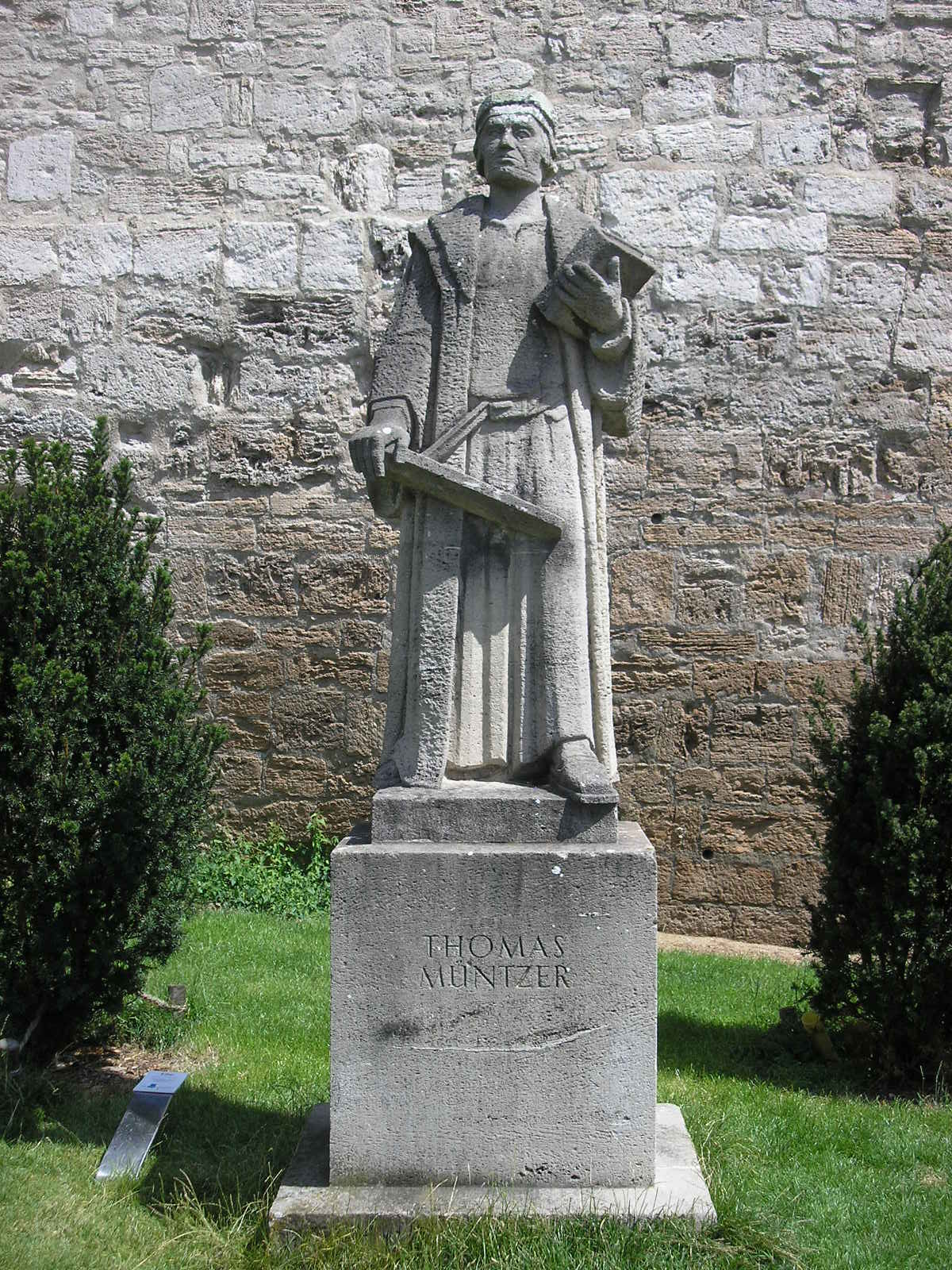
Thomas-Müntzer-Denkmal (1957) van Will Lammert in Mühlhausen

Thomas Müntzer (ook Munzer) (Stolberg (Harz), 1490 – Mühlhausen (Thüringen), 27 mei 1525) was een Duits theoloog, prediker en revolutionair.
Hij brak met de ideeën van Maarten Luther, die hij aanvankelijk bewonderde. Uiteindelijk riep hij, in tegenstelling tot Luther, op tot daadwerkelijk verzet, met militaire middelen, tegen de feodale onderdrukking. Daarmee plaatste hij zich in 1524 aan het hoofd van de Duitse Boerenopstand, die eindigde toen hij in 1525 werd onthoofd.
Het portret van Müntzer stond op het Oost-Duitse 5 markbiljet. De Oost-Duitsers zagen in Müntzer een communistische strijder tegen grootgrondbezit in de landbouw.